# Kyrenijska vrata, Nikozija
Kirenijska vrata (grško Πύλη της Κερύνειας, turško Girne Kapısı, zgodovinsko znana v italijanščini kot Porta del Proveditore) so vrata v nikozijskem obzidju v severni Nikoziji na severnem Cipru. To so bila vrata, ki so jih uporabljali za prevoz v severna območja, zlasti v Kirenijo.
Vrata so leta 1567 zgradili Benečani kot del novega mestnega obzidja. Obnovili so ga Osmani leta 1821, vratom pa so dodali razgledišče za verjeten grški upor.
Zdaj se vrata turške občine Nikozije uporabljajo kot urad za turistične informacije.
Na vratih visijo tablice iz različnih obdobij. Eno od teh je v latinščini in je iz beneškega obdobja, z datumom "MDLXII", (1562), ko se je začela gradnja vrat. Besedilo v latinščini je bilo ponovno odkrito, ko so Britanci leta 1931 odstranili napis Korana, ki so ga nanj postavili Osmani. Istega leta sta bila na vratih napisana »1931« in »GVRI«, kar je okrajšava od »George V. Rex et Imperator« (»Jurij V., kralj in cesar«), ki označujeta datum prenove in vladajočega britanskega monarha. Tretji napis so leta 1821 postavili Osmani, ki so takrat obnovili vrata, in nosi tugro Mahmuda II.. Besedilo v arabski pisavi se glasi: »O Mohamed, posreduj to novico tistim, ki so verovali: zmaga prihaja od Alaha in njeno slavje je neizbežno. O, odpirač vrat, odpri vrata, ki vodijo k dobremu«. Napis je napisal Sayyid Fazullah Dede, vodja nikozijske lože Mevlevi, katere stavba je zdaj ohranjena kot muzej Mevlevi Tekke.

## Etimologija
Benečani so ta vrata imenovali Porta del Proveditore, ko so bila prvič zgrajena. Kevork K. Keshishian pravi, da se beseda Proveditore v italijanščini uporablja za »vojaški guverner«, ime vrat pa se nanaša na guvernerja Cipra. Navaja, da so bila vrata poimenovana po vojaškem arhitektu Proveditore Francesco Barbaro Nun. Keshishian pravi, da je Barbaro proveditore. Kasneje so vrata poimenovali tudi Porta Bembo, po Laurencu Bembu, ki je bil guverner otoka. Vrata so se v osmanskem obdobju imenovala Edirnska vrata. Vrata so bila znana tudi kot vrata trdnjave zaradi prisotnosti streliva v orožarnem bastijonu na zahodu.

## Zgodovina
Obzidje 12 metrov visokega mestnega obzidja Nikozije, ki je videti precej masivno, tvori krog. Benečani so obnovili nikozijsko obzidje med letoma 1566 in 1568. Kirenijska vrata so bila zgrajena leta 1567. Vrata so se odprla ob sončnem vzhodu in zaprla ob sončnem zahodu. Kirenijska vrata so kratek prehod z okroglimi loki in prostor za stražarje kvadratnega tlorisa, zgrajen na zgornjem delu vrat, je pokrit s kupolo.
Leta 1821 so Osmani močno popravili vrata. V tem času so pri vratih zgradili drugo nadstropje, ki je služilo kot stražarnica. Namen gradnje tega nadstropja je bil zaščititi mesto pred morebitnim grškim uporom. Med popravilom je bila najdena kamnita plošča iz obdobja Benečanov, ki opisuje gradnjo vrat. Ta tablica je nameščena nad lokom vrat. Na plošči na strani, obrnjeni proti mestu, je napis, sestavljen iz poglavja iz Korana, zraven pa je napis 1931, datum, ko so porušili zidove na obeh straneh vrat. Zagotovo je napisal kaligraf Sheikh Feyzi Dede. Na strani, obrnjeni proti mestu, je II. Mahmudova tugra.